# Ульяновка (Тюменская область)
Ульяновка — деревня в Вагайском районе Тюменской области России. Входит в состав Первовагайского сельского поселения.

## География
Деревня находится в восточной части Тюменской области, в пределах подтаёжно-лесостепного района лесостепной зоны, к западу от реки Вагай, на расстоянии менее километра (по прямой) к западу от села Вагай, административного центра района.
Часовой пояс
Деревня Ульяновка, как и вся Тюменская область, находится в часовой зоне МСК+2. Смещение применяемого времени относительно UTC составляет +5:00.

## Население
| 2010 |
| ---- |
| 81   |

Половой состав
По данным Всероссийской переписи населения 2010 года в гендерной структуре населения мужчины составляли 53,1 %, женщины — соответственно 46,9 %.
Национальный состав
Согласно результатам переписи 2002 года, в национальной структуре населения русские составляли 97 % из 113 чел.